# 곰메
곰메(노르웨이어: gomme)는 노르웨이에서 처음 시작된 후식 요리이다. 후식 이외에도 저녁 요리로 제공되기도 하며 먹을 때는 레프세와 같은 전통 빵 요리에 발라서 먹는다.
끓인 우유로 만든 갈색 치즈와 같은 곰메가 있는가 하면 귀리와 쌀로 만든 고메도 있는데 대부분의 곰메는 포리지와 비슷하며 건포도와 계피가 들어간다. 지역별로 다양한 종류의 곰메가 존재한다.
곰메는 레프세, 케이크, 와플 등에 발라 먹는 용도로 자주 쓰이며 다른 빵, 심지어는 빵 이외의 다른 요리를 할 때에도 곰메가 스프레드로서 자주 애용된다.
농도가 옅은 것부터 진한 것까지 다양하다.

## 같이 보기
- 레프세
- 포리지
- 노르웨이 요리
- 스프레드